# كريستين هانكوك
كريستين هانكوك (بالإنجليزية: Christine Hancock)‏ هي ممرضة بريطانية، ولدت في 12 فبراير 1943.